# Viñas
Viñas is een gemeente in de Spaanse provincie Zamora in de regio Castilië en León met een oppervlakte van 39,96 km². Viñas telt 199 inwoners (1 januari 2016).

## Demografische ontwikkeling
Bron: INE, 1857-2011: volkstellingen
Opm.: In 1857 werden de gemeenten El Poyo, Ribas, San Blas en Vega de Nuez aangehecht